# Canton de Tende
Le canton de Tende est une ancienne division administrative française, située dans le département des Alpes-Maritimes en région Provence-Alpes-Côte d'Azur.

## Composition
Le canton de Tende était composé des communes de :
| Nom               | Code Insee | Intercommunalité           | Population (dernière pop. légale) |
| ----------------- | ---------- | -------------------------- | --------------------------------- |
| Tende (chef-lieu) | 06163      | CA de la Riviera française | 2 164 (2014)                      |
| La Brigue         | 06162      | CA de la Riviera française | 713 (2014)                        |

## Histoire
Le canton est créé par le décret du 11 septembre 1951 et la première élection se tient en octobre 1951. Aimable Gastaud, qui a été l'architecte et le moteur[réf. nécessaire] de l'intégration à la France des communes de Tende et La Brigue par le traité de Paris, est le premier conseiller général.

## Représentation
| Période | Période | Identité                    | Étiquette                                 | Qualité                                                                           |
| ------- | ------- | --------------------------- | ----------------------------------------- | --------------------------------------------------------------------------------- |
| 1951    | 1970    | Aimable Gastaud (1900-1974) | RGR puis CD                               | Employé Maire de La Brigue (1949-1965) Maire de Tende (1965-1971)                 |
| 1970    | 2015    | José Balarello              | SE puis UDR puis UDF-PR puis UDF puis UMP | Sénateur (1984-2008) Maire de Tende (1971-2001) Vice-président du Conseil général |

## Démographie
| 1962  | 1968  | 1975  | 1982  | 1990  | 1999  | 2006  | 2011  | 2012  |
| ----- | ----- | ----- | ----- | ----- | ----- | ----- | ----- | ----- |
| 2 641 | 2 635 | 2 444 | 2 449 | 2 707 | 2 439 | 2 655 | 2 848 | 2 879 |